# جوانما (لاعب كرة قدم مواليد 1978)
جوانما (بالإسبانية: Juan Manuel Valero Martínez) هو لاعب كرة قدم إسباني في مركز الدفاع، ولد في 3 يناير 1978 في لقنت في إسبانيا. لعب مع ريال مورسيا ونادي أوريويلا ونادي إيركوليس.

## وصلات خارجية
- جوانما (لاعب كرة قدم مواليد 1978) على موقع قاعدة بيانات كرة القدم.إي يو (الإنجليزية)
- جوانما (لاعب كرة قدم مواليد 1978) على موقع Soccerway.com (الإنجليزية)